# På vej (dokumentarfilm)
|  | Denne artikel er oprettet af botten Steenthbot ud fra en ekstern database. Den kan derfor have sproglige fejl eller mangler. Denne skabelon kan fjernes efter kontrol af indholdet. |

På vej er en dansk udviklingsbistandsfilm fra 2002 instrueret af Stine Brynskov og Marie Brynskov.

## Handling
Damaskus-Beirut tur/retur med taxa. Der er en livlig trafik mellem de to lande som i tredive år ligget i konflikt med hinanden. Stig med ombord på turen!